# Megachile azarica
Megachile azarica is een vliesvleugelig insect uit de familie Megachilidae. De wetenschappelijke naam van de soort is voor het eerst geldig gepubliceerd in 1945 door Cockerell.